# Rubus malvaceus
Rubus malvaceus är en rosväxtart som beskrevs av Wilhelm Olbers Focke. Rubus malvaceus ingår i släktet rubusar, och familjen rosväxter. Inga underarter finns listade i Catalogue of Life.